# 7000 ekar

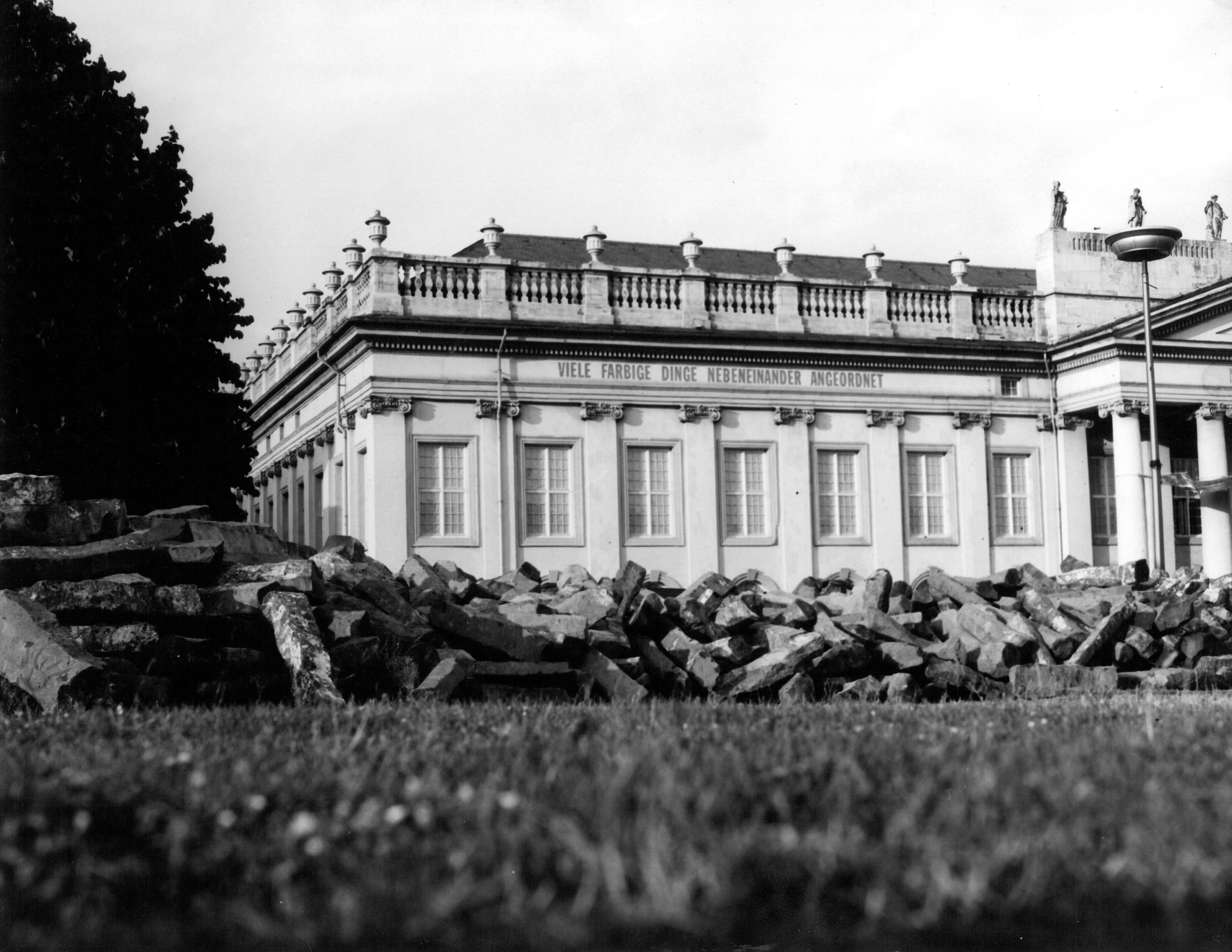
Basaltstenar framför Fridericianum vid documenta 7 1982

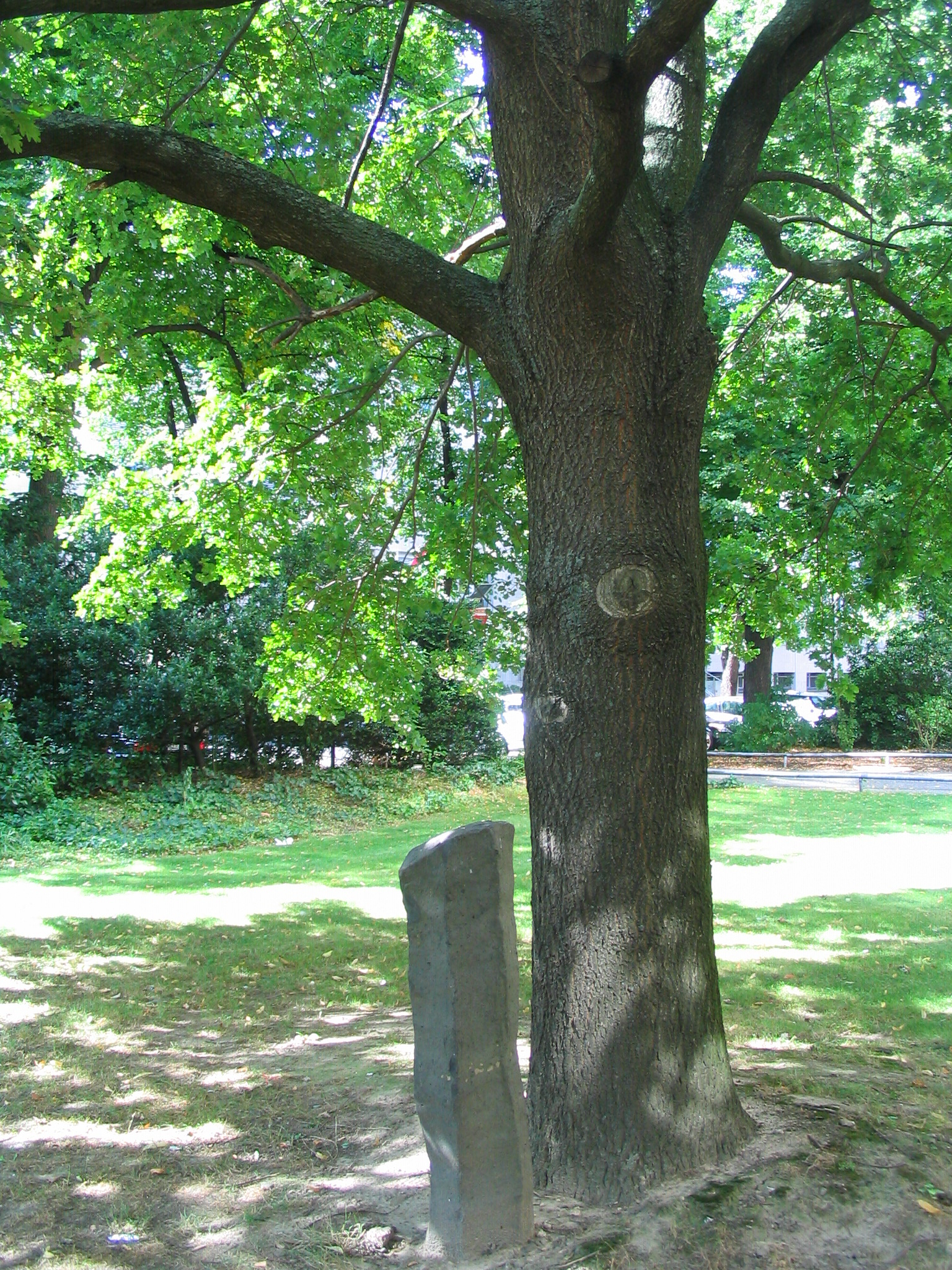
Träd, 2008

7000 ekar (tyska: 7000 Eichen) är ett miljökonstverk av Joseph Beuys i Kassel i Tyskland.
Det första trädet, en ek, planterades framför Fridericianum under documenta 7 1982. Konstprojektet avslutades 1987 av Joseph Beuys son Wenzel ett år efter faderns död under documenta 8. Projekt underhålls av staden Kassel.

## Bildgalleri

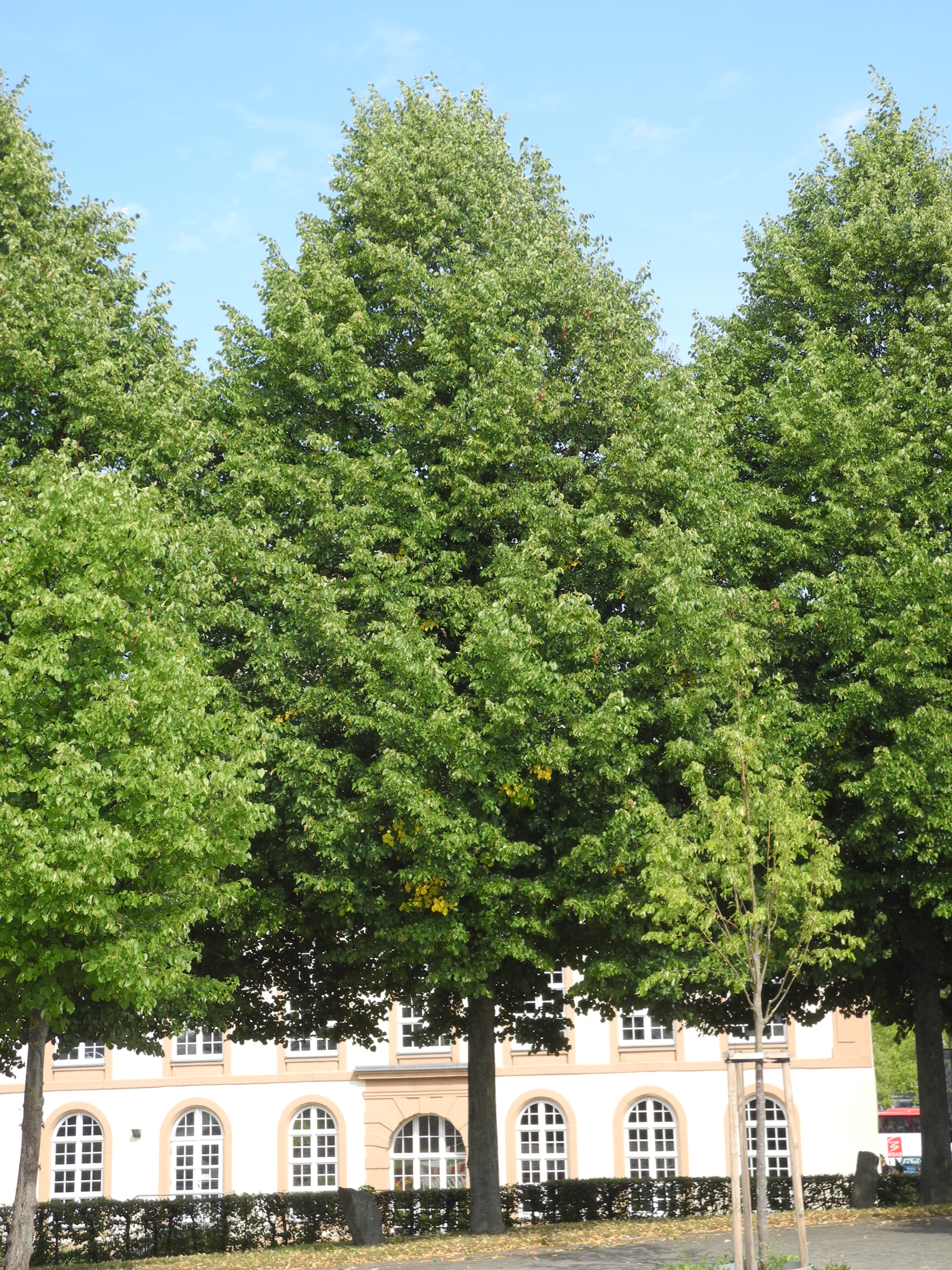
Ekar på Friedreichsplatz, 2019
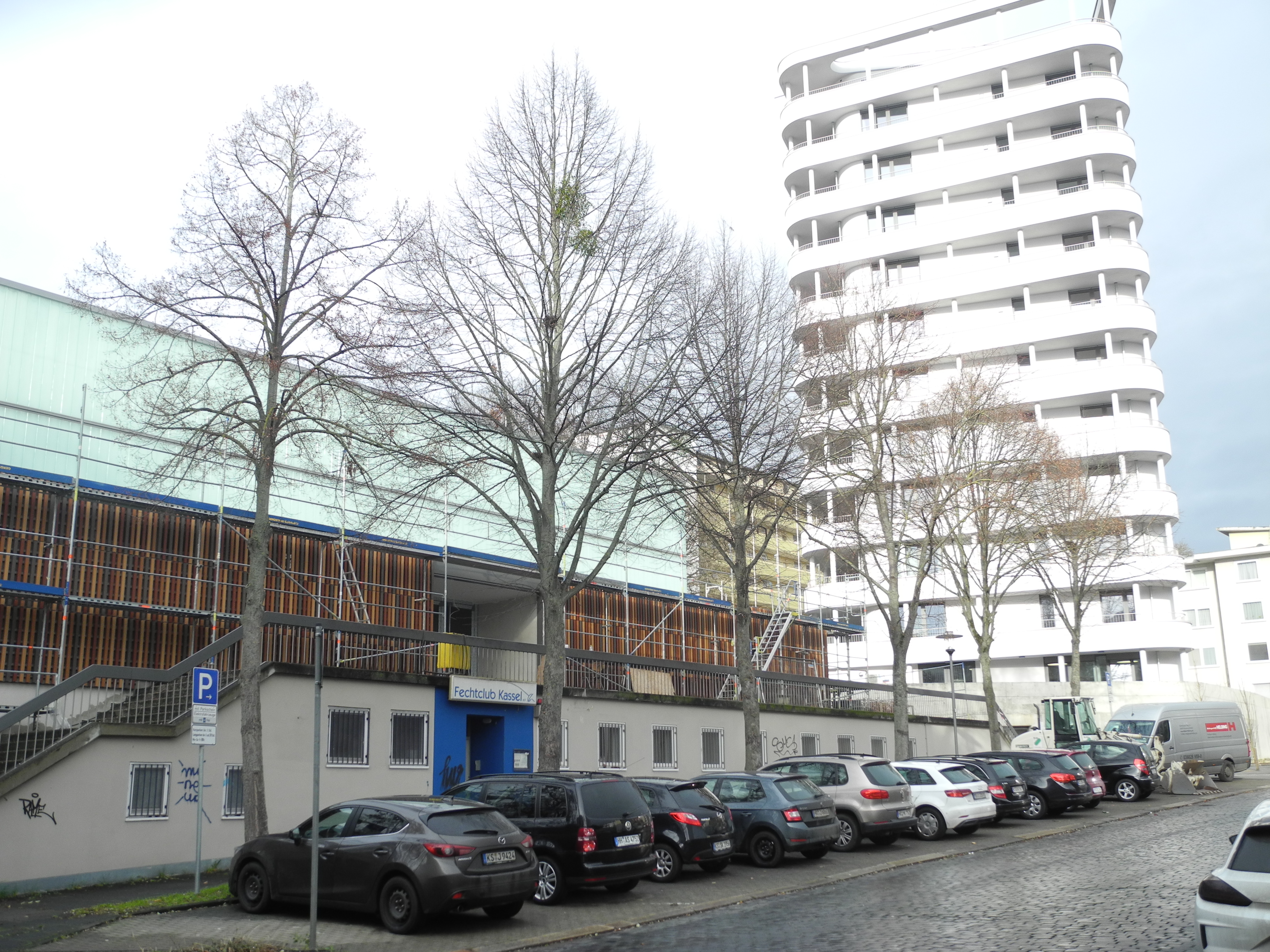
Kejsarlindar (Tilia vulgaris 'Pallida' ) vid Westendstrasse , utplanterade 1984, 2020
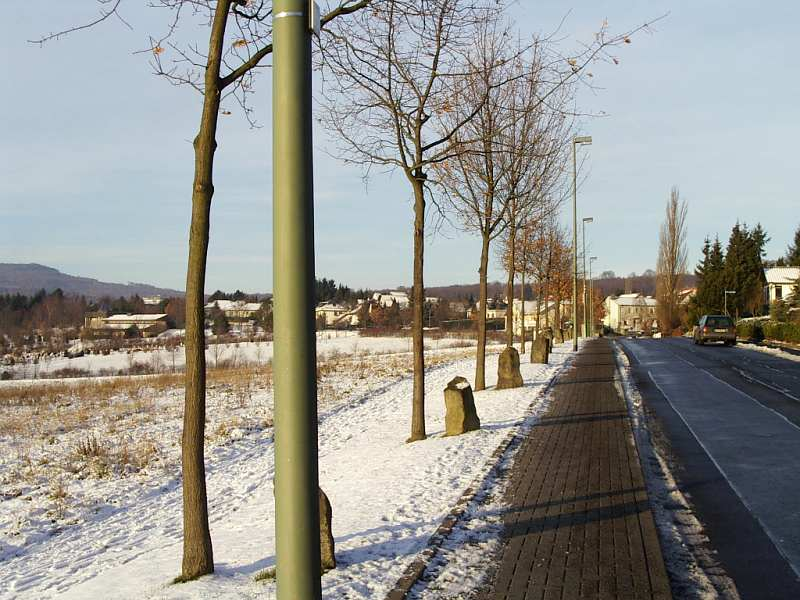
Träd utefter Wegmannstrasse, 2003
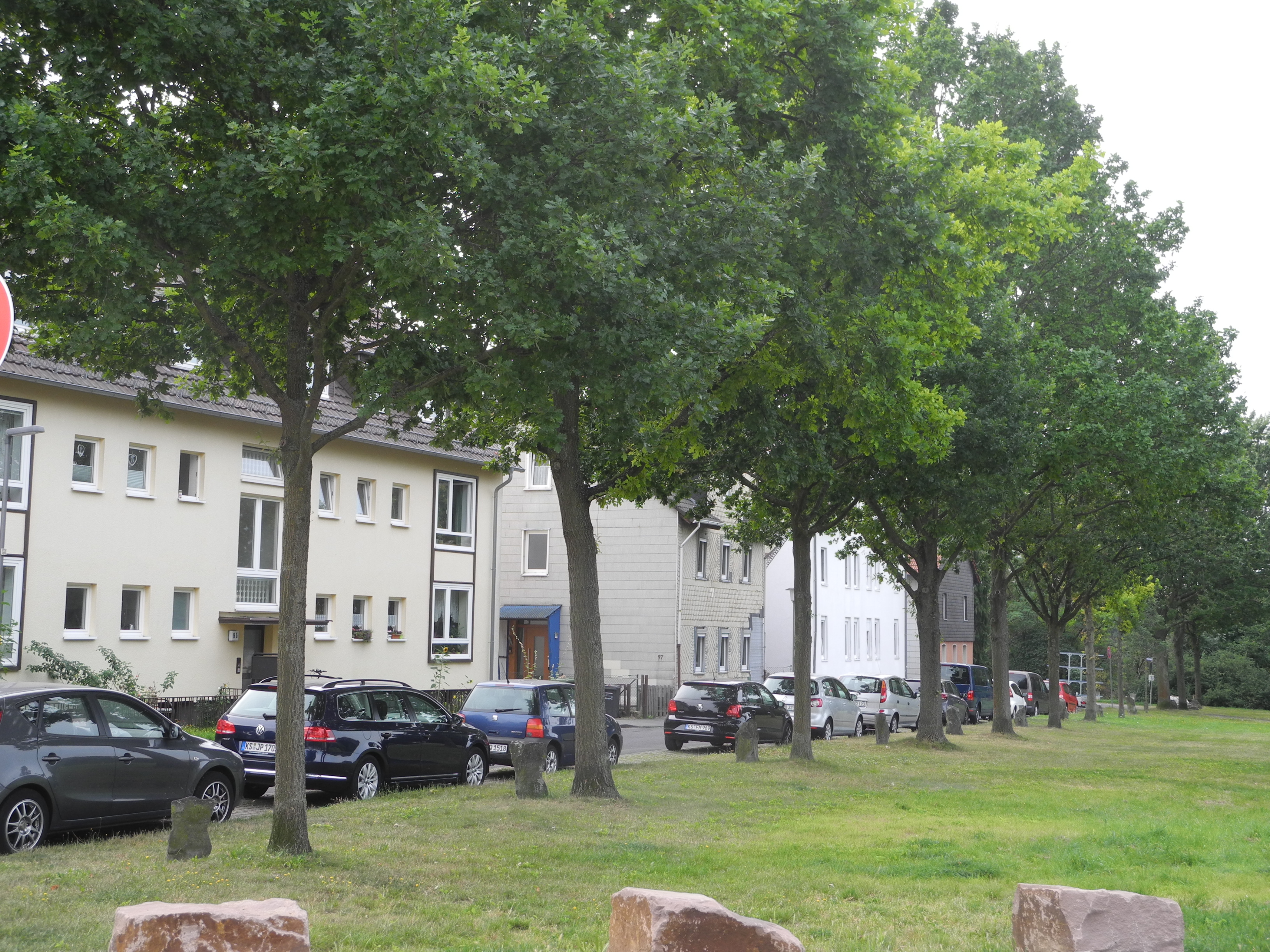
Ekar (Quercus robur) vid Wahlershäuser Strasse, utplanterade 1982, 2019
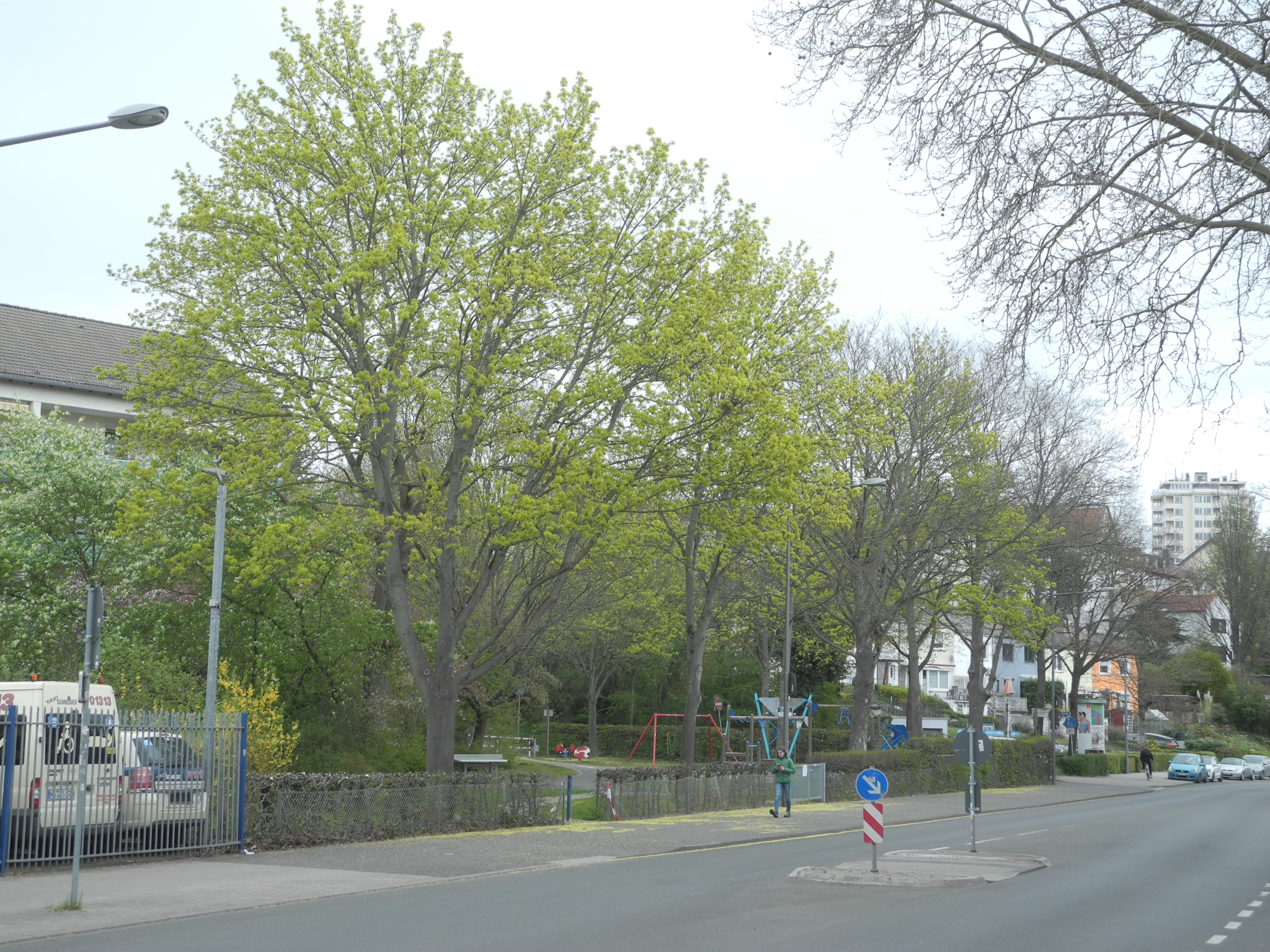
Lönnar (Acer platanoides) vid Tischbeinstrasse, utplanterade 1985, 2020
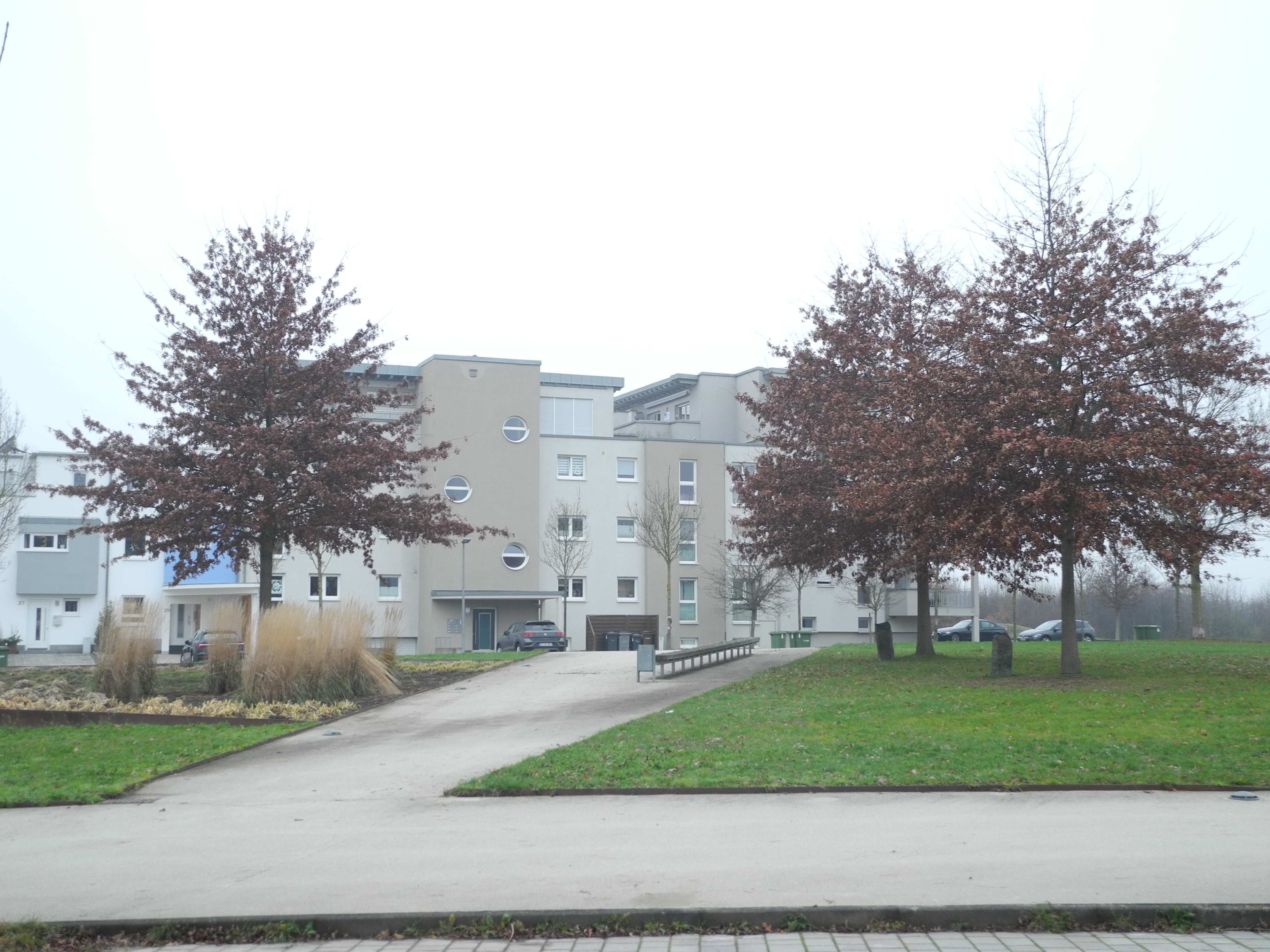
Kärrekar (Quercus palustris) på Stadtplatz i Baunatal-Grossenritte, utplanterade 2008, 2020
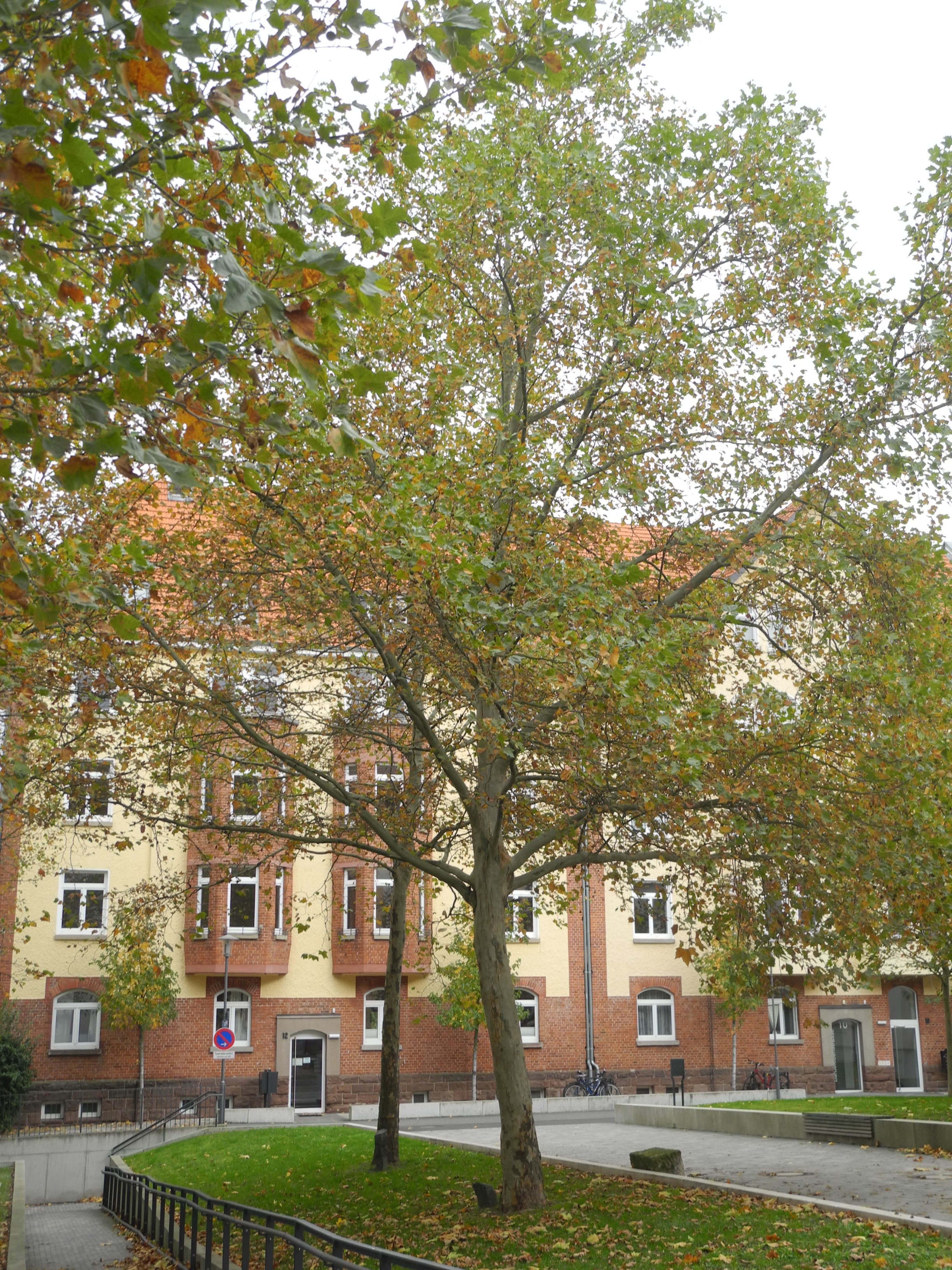
Plataner (Platanus acerifolia) på Sara-Nussbaum-Platz, utplanterade 1983, 2019
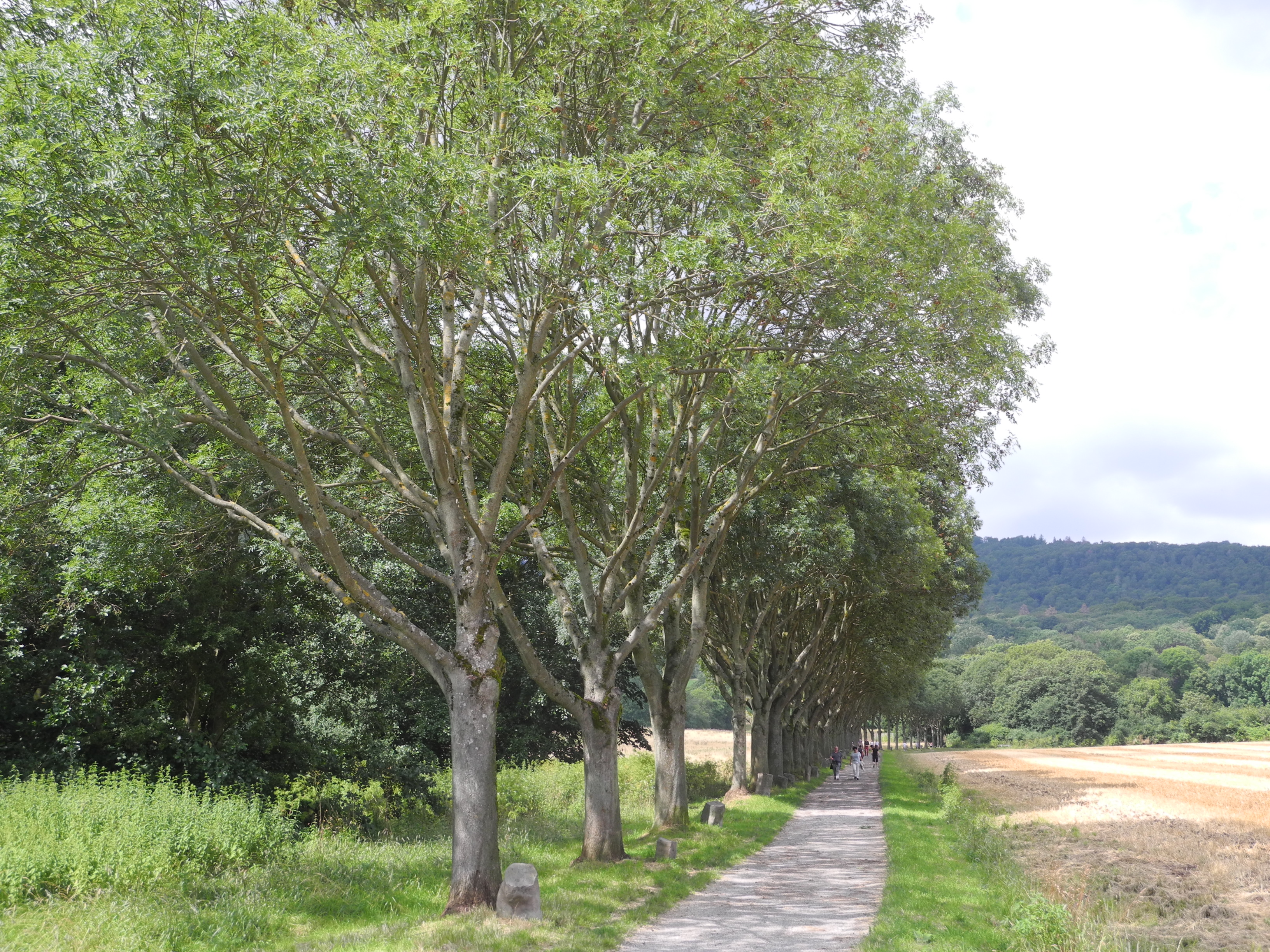
Ekar (Fraxinus excelsior 'Westhofs Glorie') utefter promenadvägen Ochsenallee, utplanterade 1982, 2019
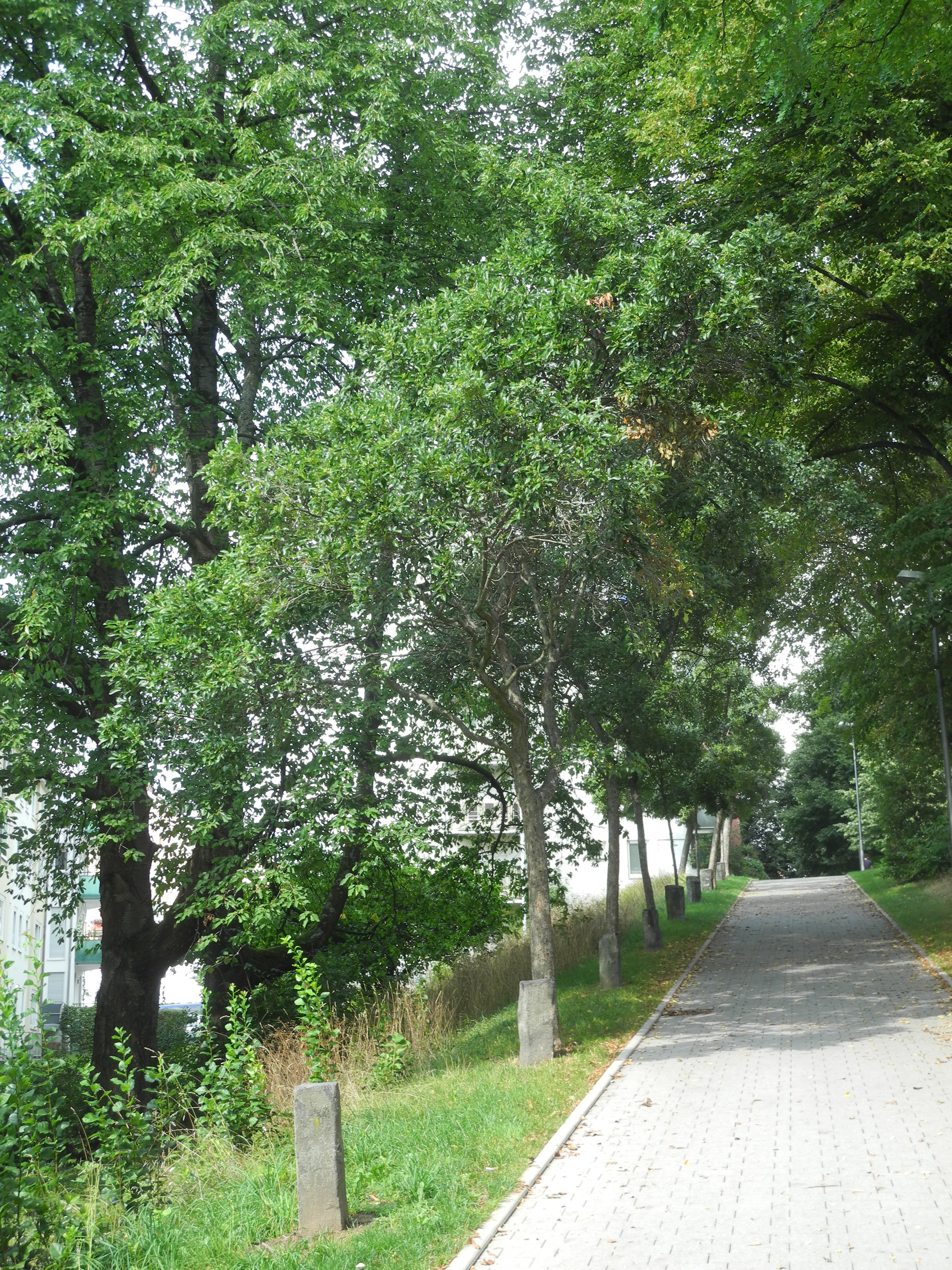
Glanshagtorn (Crataegus 'Carrierei') vid Luisenstrasse, utplanterade efter 1986, 2020
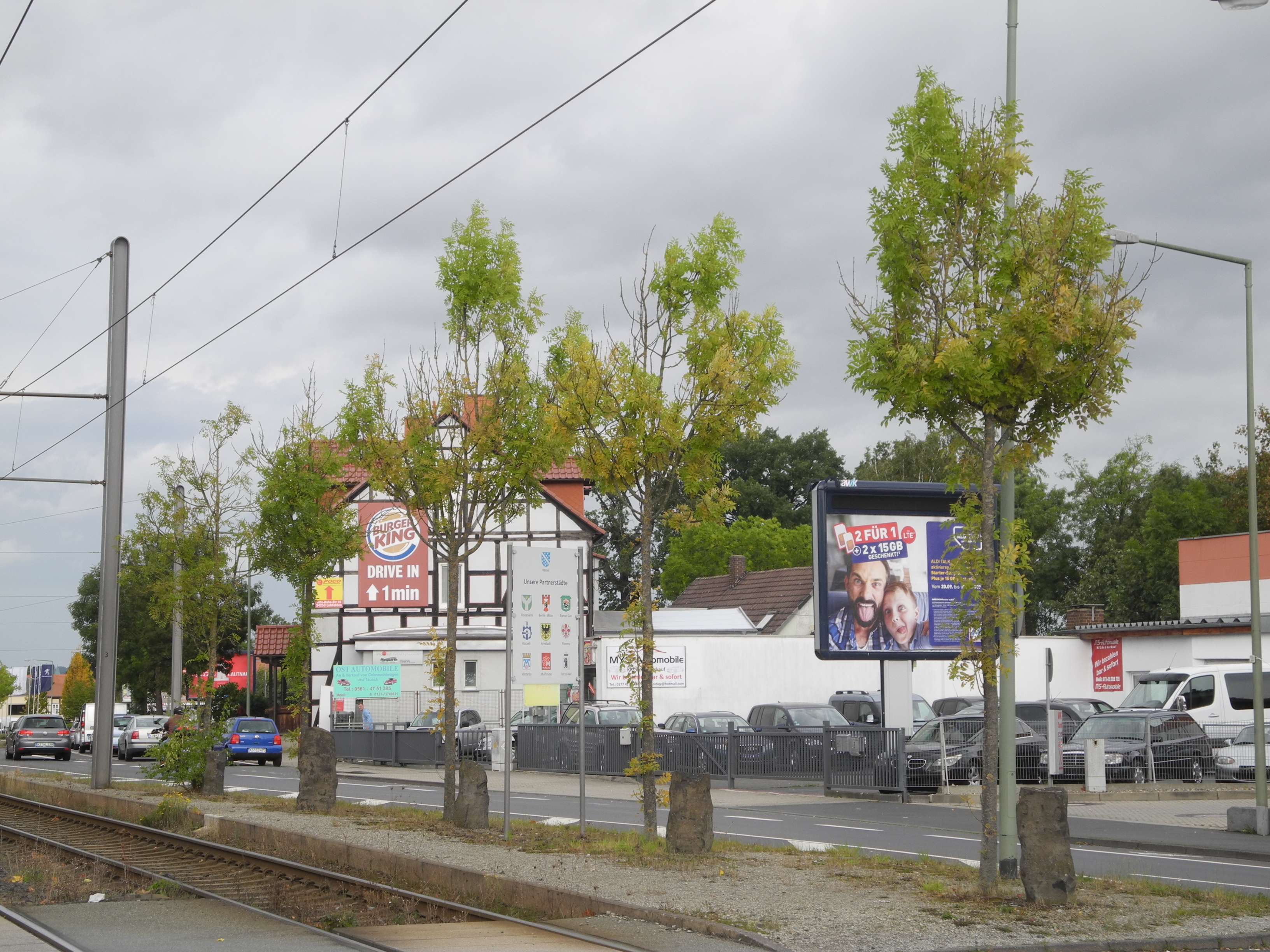
Ekar (Fraxinus excelsior 'Westhofs Glorie') vid Leiziger Strasse, utplanterade 2004, 2019
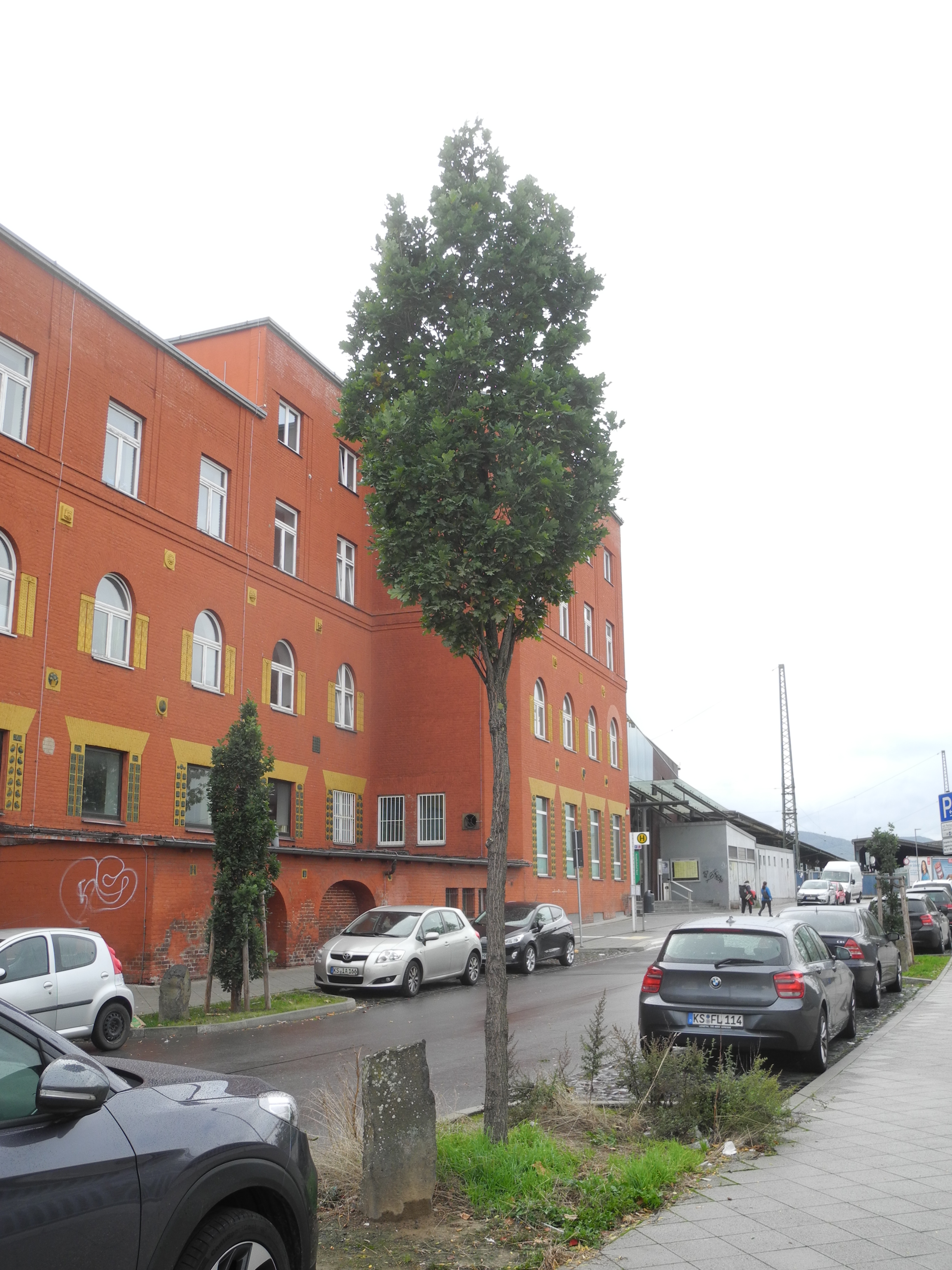
Pyramidekar (Quercus robur 'Fastigiata') vid Joseph-Beuys-Strasse, utplanterade på 2010-talet, 2019
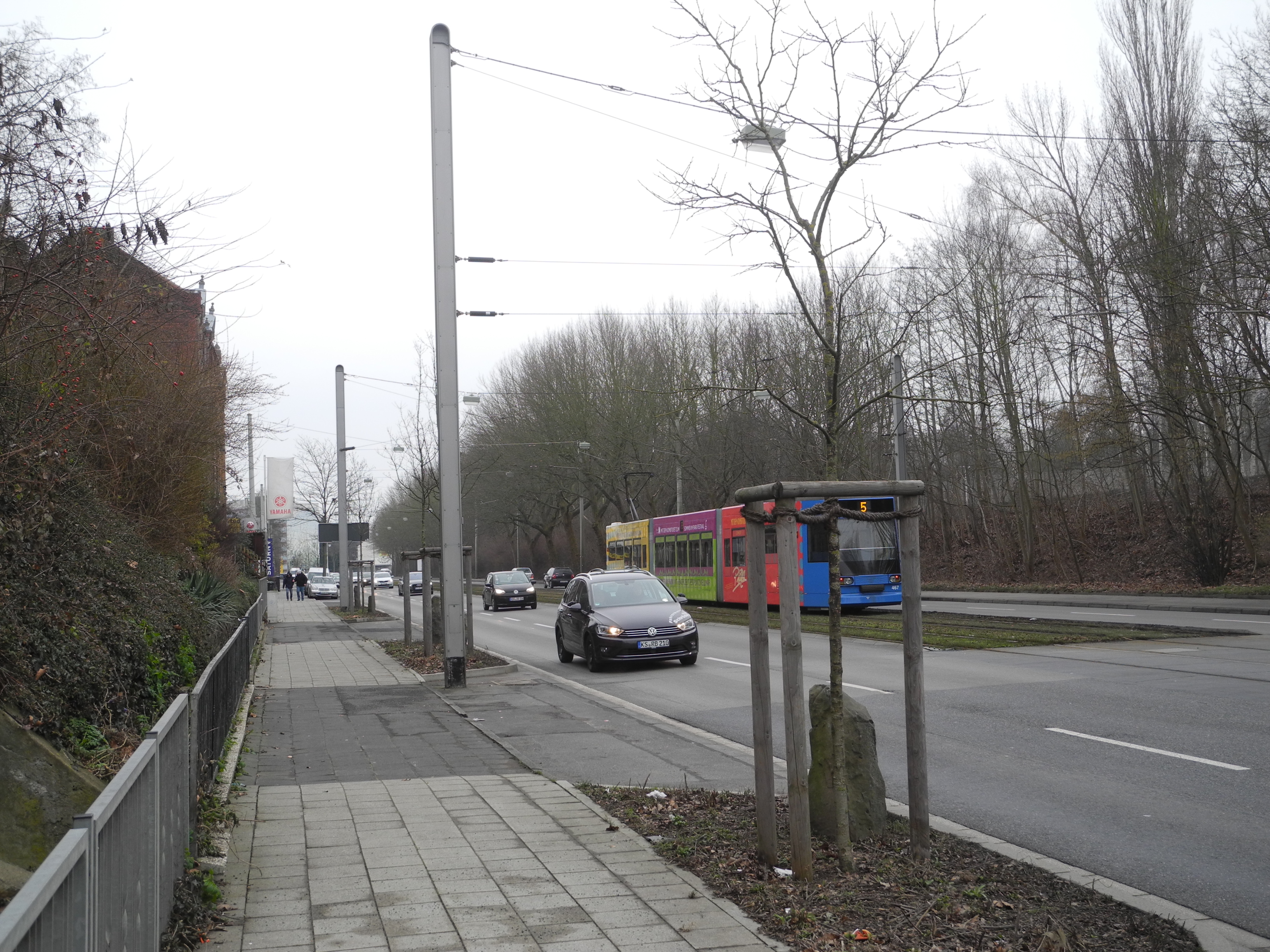
Träd vid Holländische Strasse, utplanterade 2016, 2018
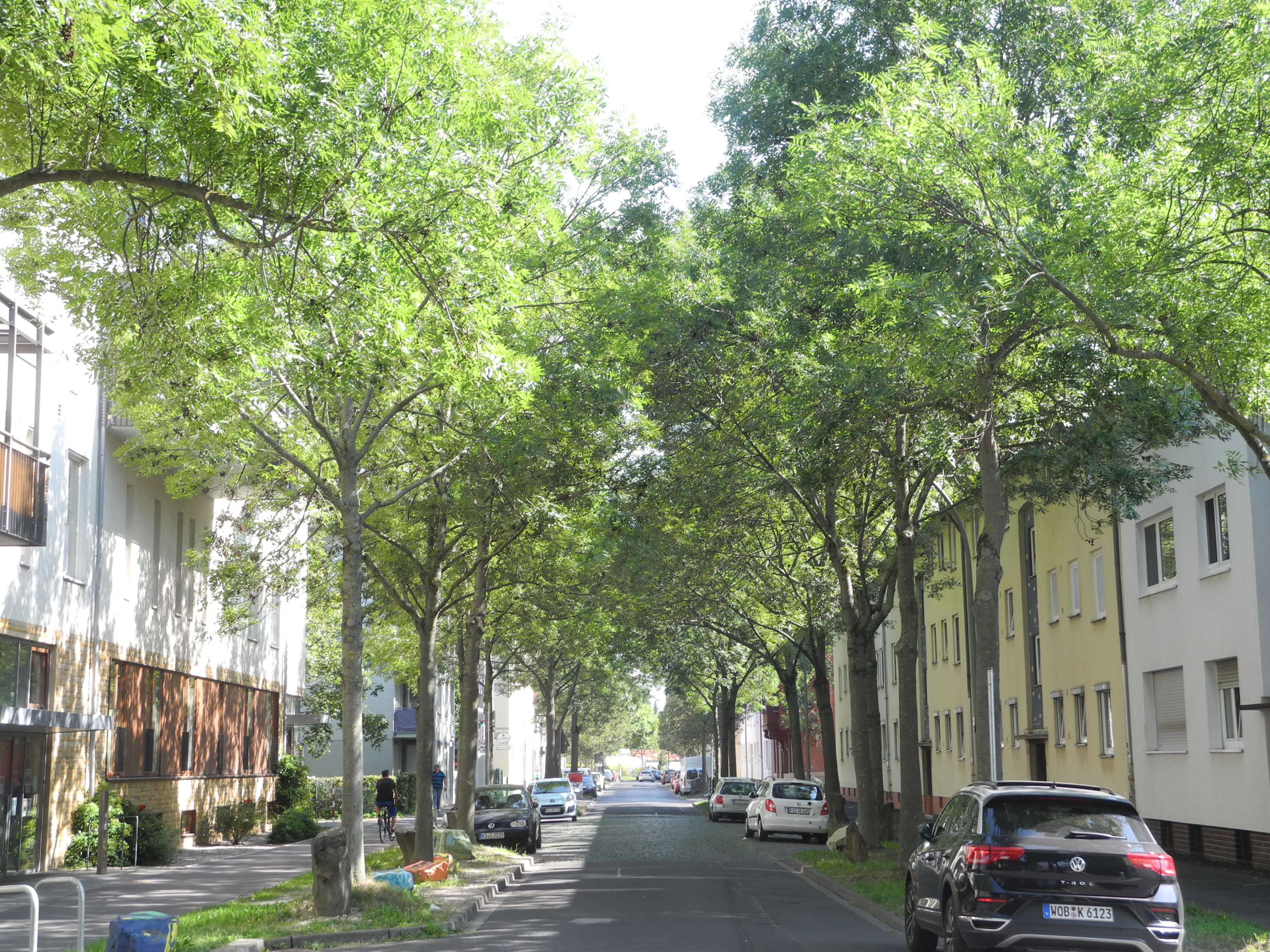
Ekar (Fraxinus excelsior 'Westhofs Glorie') vid Hafenstrasse, utplanterade efter 1986, 2019
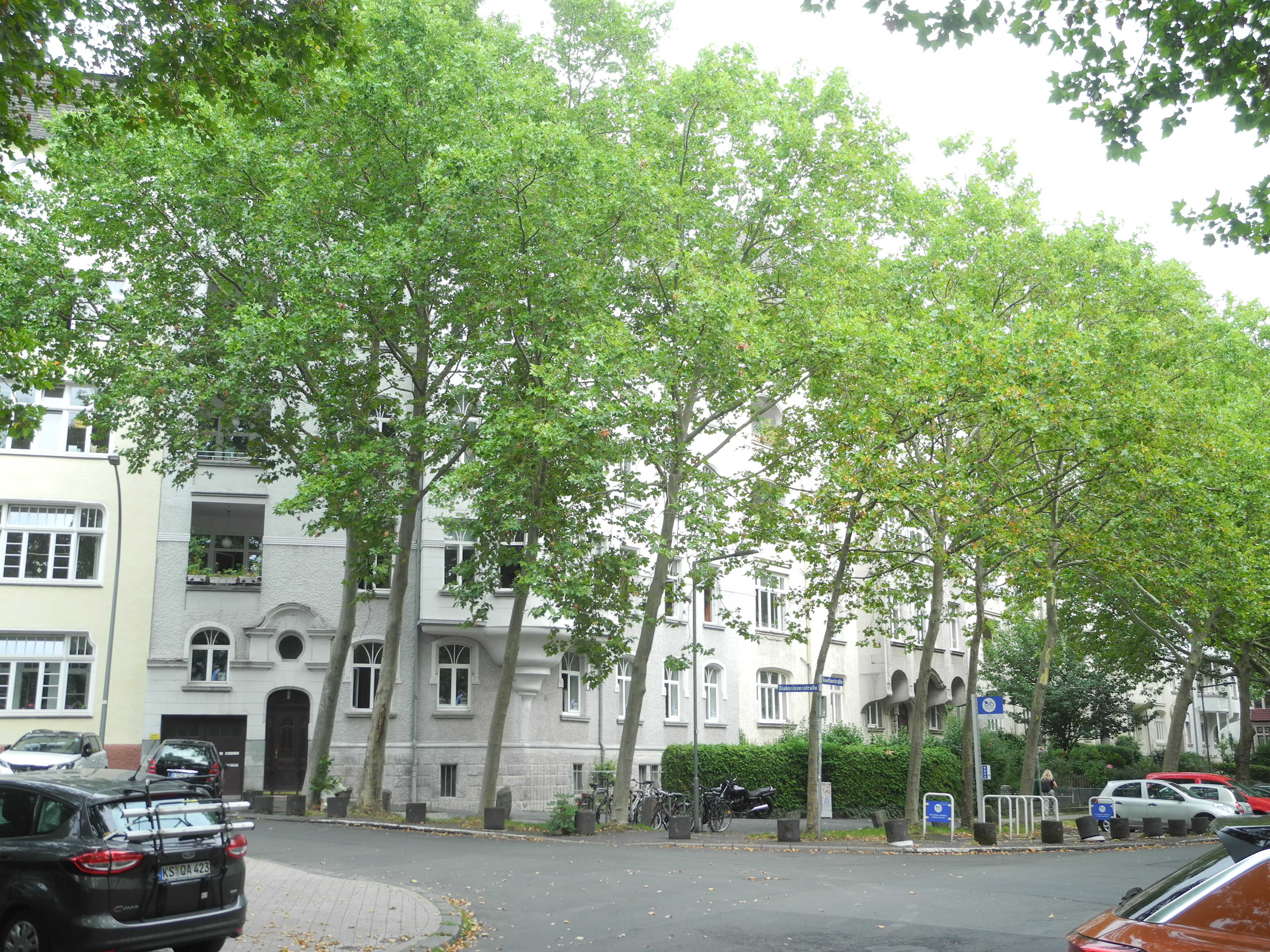
Plataner (Platanus acerifolia) vid Goethestrasse, utplanterade 1982, 2020
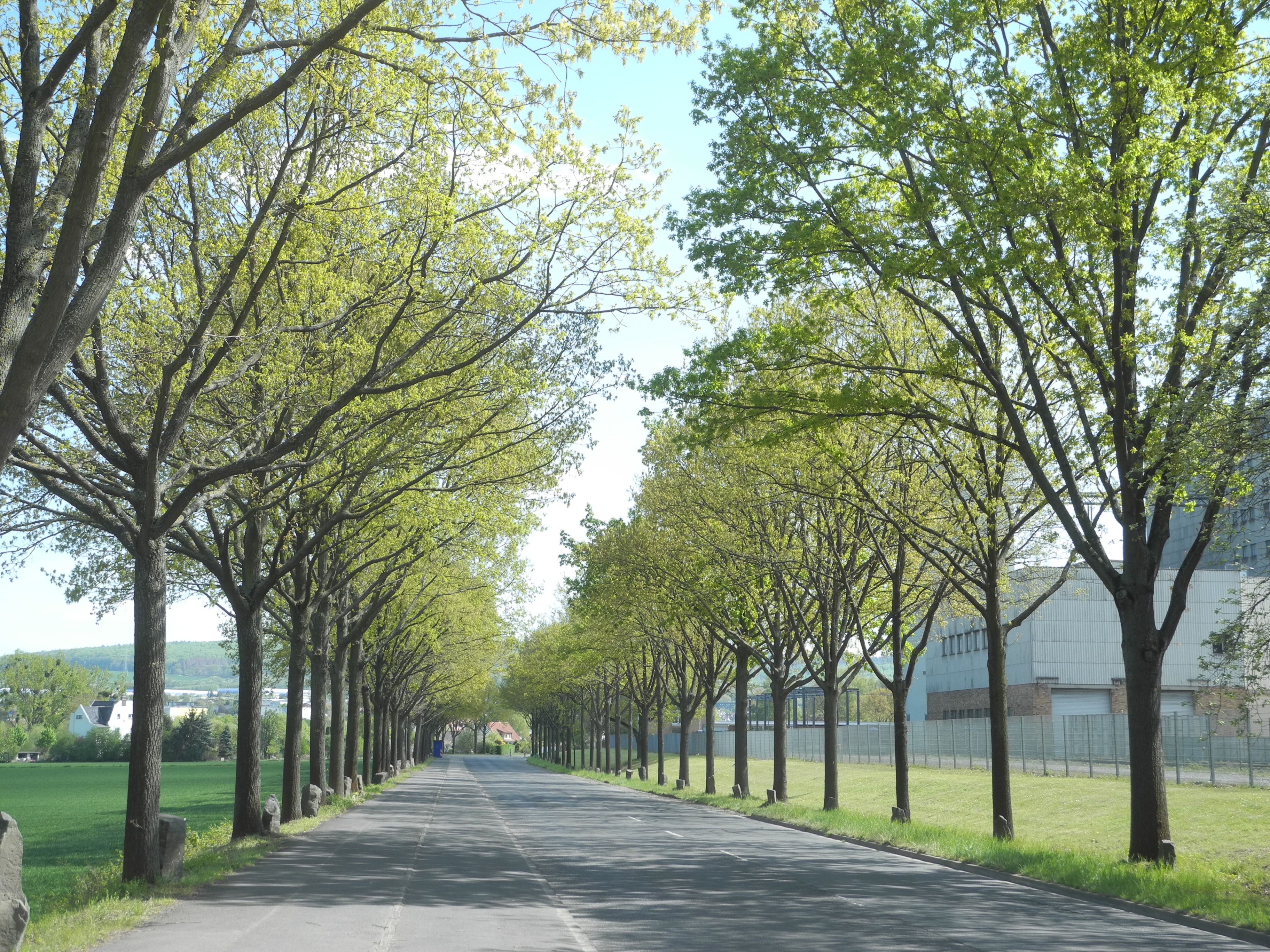
Ekar (Quercus robur) på Dennheüser Strasse, utplanterade efter 1984, 2020
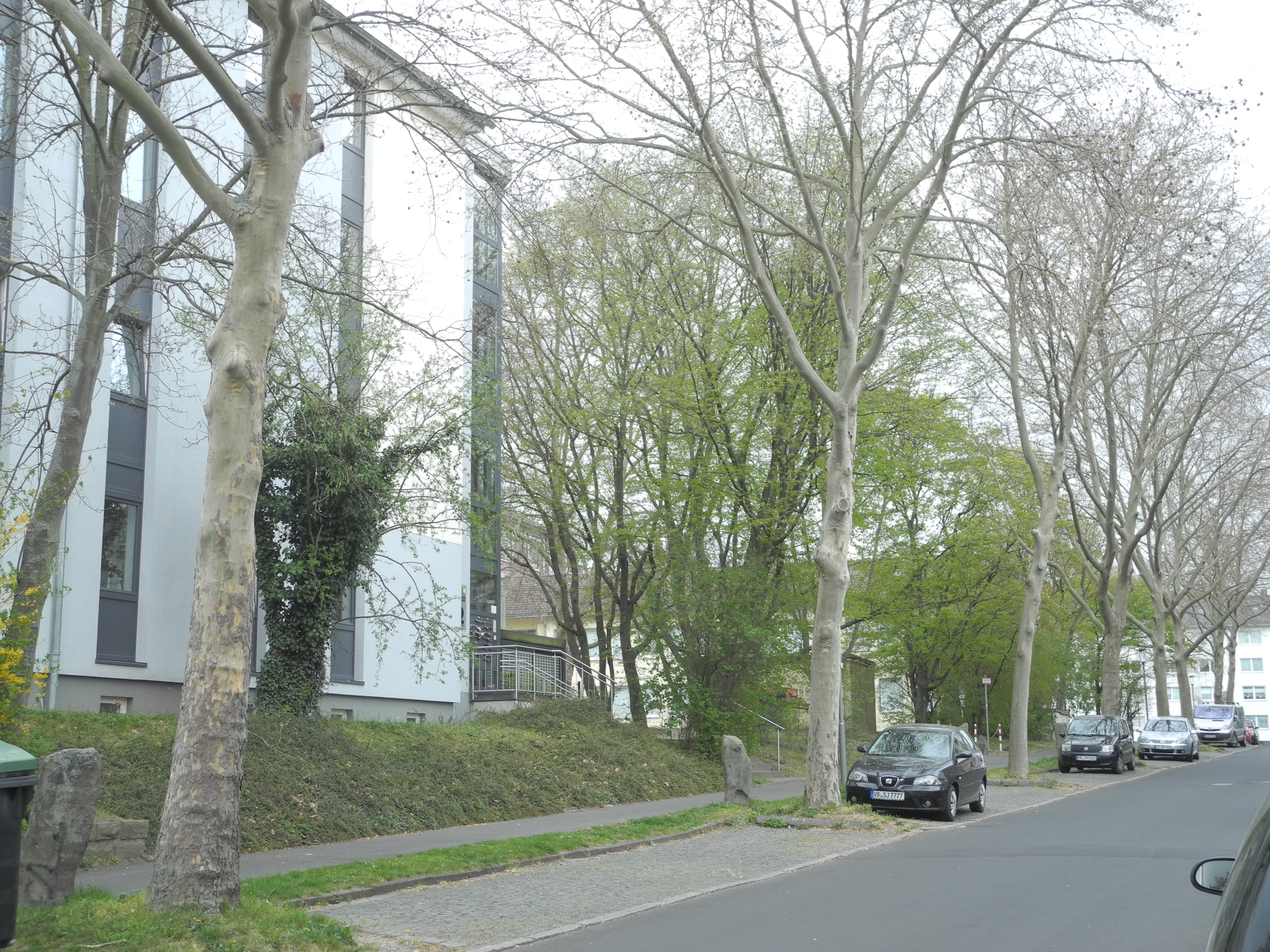
Plataner (Platanus acerifolia) vid Adolfsstrasse, utplanterade 1984, 2020